# Уч-Элиг
Учлик (кит. трад. 烏質勒, пиньинь Wuzhile, палл. Учжилэ, умер 708 г.) — первый тюргешский каган с 699 года.
Уч-Элиг объединил сары и кара-тюргешей с племенем дулу против китайцев. Сверг китайского губернатора Жетысу в Суябе и объявил себя каганом тюргешей. Ставка находилась в Авлие-Ата (современный Тараз).

## Биография
В 657 году Халлыг Ышбара- хан проиграл войну с империей Тан. Тюргеши стали фактически независимы от власти тюркютов, но не спешили провозглашать собственный каганат. Каган Ашина Хушэло-шад стал притеснять дулу, что оттолкнуло от него тюргешей. Бага-тархан Ушлик, напротив, славился своим мягким обращением с ханами и привлекал к себе множество тюргешей. Вскоре Ушлик имел уже 20 подчинённых ему ханов с 7000 войска каждый, всего 140 000 воинов.

В 699 Ушлик сверг китайское правление в городе Суябе и перенёс туда ставку орды, малая ставка была на реке Или. В 699 он отправил сына Чжена в Чанъань. У Цзэтянь благосклонно приняла его, что могло считаться предварительным признанием тюргешей. Благосклонность китайцев можно объяснить тем, что танское правительство искало союзников против Восточно-тюркского каганата. В 706/707 году Ушлик получил танский титул Хуайдэ Цзюнь Ван, то есть внешнеполитическое признание. Его сын Согэ получил военное звание Цзоцяовэй Дацзянцзюнь. В 708 Ушилик скончался.